# Raimundo de Madrazo y Garreta
Raimundo de Madrazo y Garreta (Roma, 24 de juliol de 1841—Versalles, 15 de setembre de 1920) fou un pintor espanyol.

## Biografia
Va néixer a Roma a causa d'estar el seu pare, el pintor Federico de Madrazo, pensionat a la ciutat. L'any següent la família va tornar a Madrid. Ben aviat començà a formar-se amb el seu pare, el seu avi, el pintor de cambra José de Madrazo, i els seus oncles Luis i Pedro. Va créixer envoltat d'un ambient totalment artístic i de col·laboradors i deixebles de Federico, com Bernardino Montañés, Benet Soriano o Juan de Barroeta. Això va fer que, en pocs anys, Raimundo assolís un nivell de destresa extraordinari. Mantenint la tradició familiar, va prosseguir els seus estudis a la Reial Acadèmia de Belles Arts de San Fernando, matriculat el novembre de 1854. De nou va rebre lliçons del seu avi i del seu pare, però també d'altres artistes reconeguts com Antonio María Esquivel, Carlos Luis de Ribera, entre d'altres.
Sent el més jove de la dinastia dels Madrazo, en les seves obres investigà les novetats que introduïren en l'art el impressionistes francesos i les adaptà als seus propis quadres des de la seva òptica personal.
El seu caràcter polifacètic i inquiet el portà a ser crític, col·leccionista d'art i un dels primers artistes en treballar amb la fotografia a Espanya.
Viatjà per la península ibèrica, recollint dades sobre l'art al llarg de la seva història. S'interessà especialment pel període hispano-àrab, rescabalant de la destrucció diferents obres, les quals passaren a la seva col·lecció personal. Inclús arribà a posseir dues obres de Francisco de Goya, els quals donà al Museu del Prado el 1894.
Guardonat amb la creu de cavaller de Legió d'Honor de França per la presentació de catorze obres a l'Exposició Universal de París (1878). L'any següent va ser nomenat acadèmic corresponent de la Reial Acadèmia de Belles Arts de San Fernando. Més endavant, a l'Exposició Universal de 1889 va ser premiat amb la segona medalla de primera classe i va ser ascendit a oficial de la Legió d'Honor.
A finals de segle la seva fama era internacional i la seva obra va ser especialment valorada a Amèrica. Va residir a temporades als Estats Units entre 1897 i 1911 per dur a terme diversos encàrrecs de retrats. L'any 1901, a banda de fer un viatge als Estats Units, i es va estar a les ciutats de Nova York, Baltimore i Los Angeles. Els darrers mesos de l'any va fer estada a Buenos Aires, on va retratar el general Bartolomé Mitre i altres personalitats locals.

## Galeria

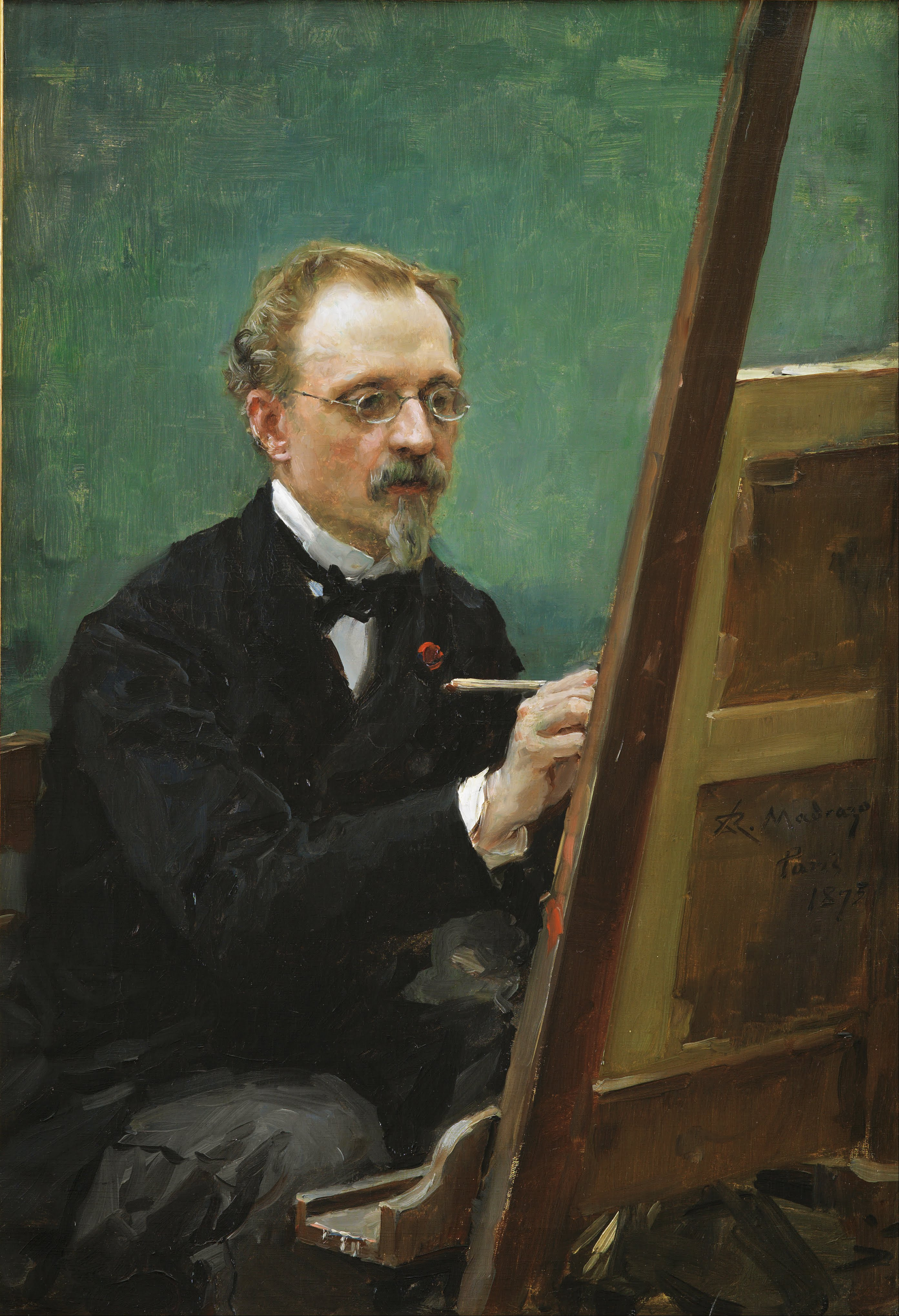
Retrat del seu pare, Federico de Madrazo, pintant
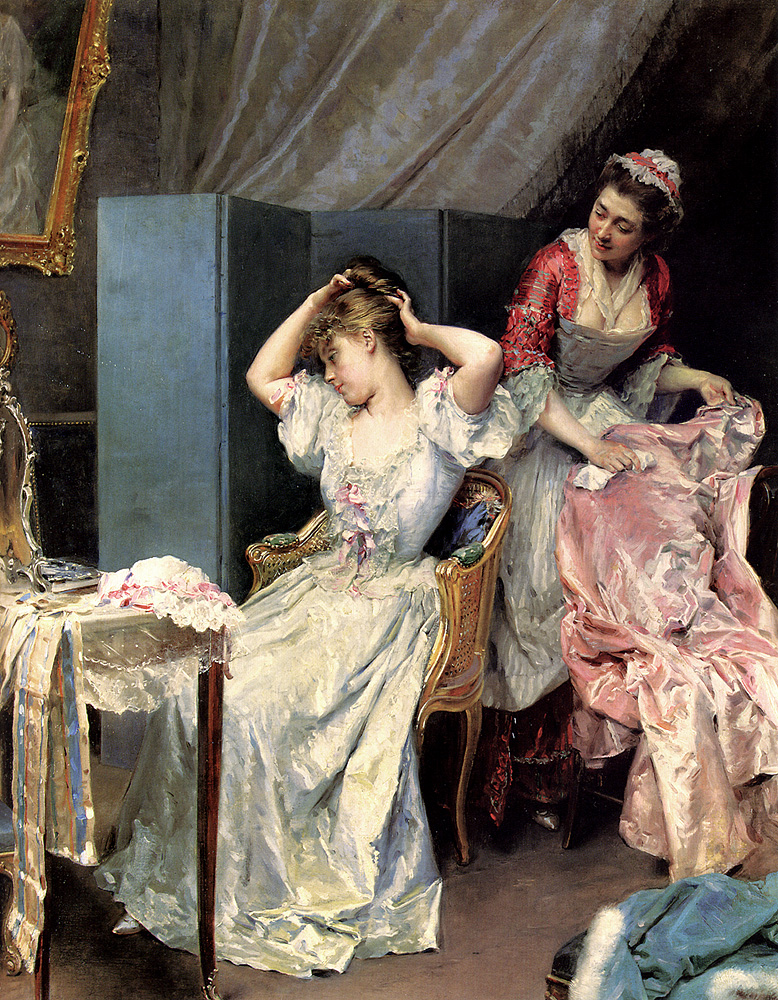
La Toilette
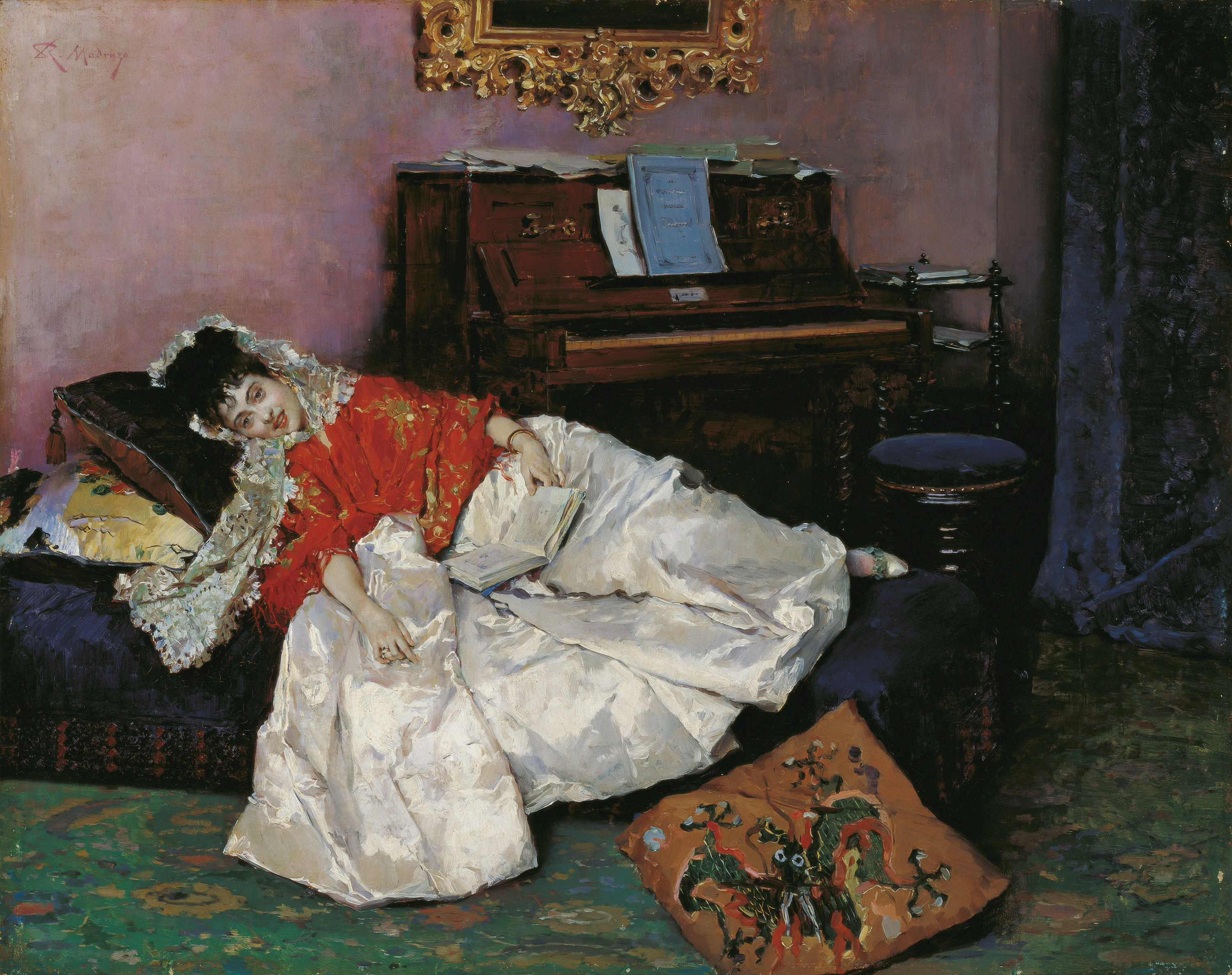
La lectura
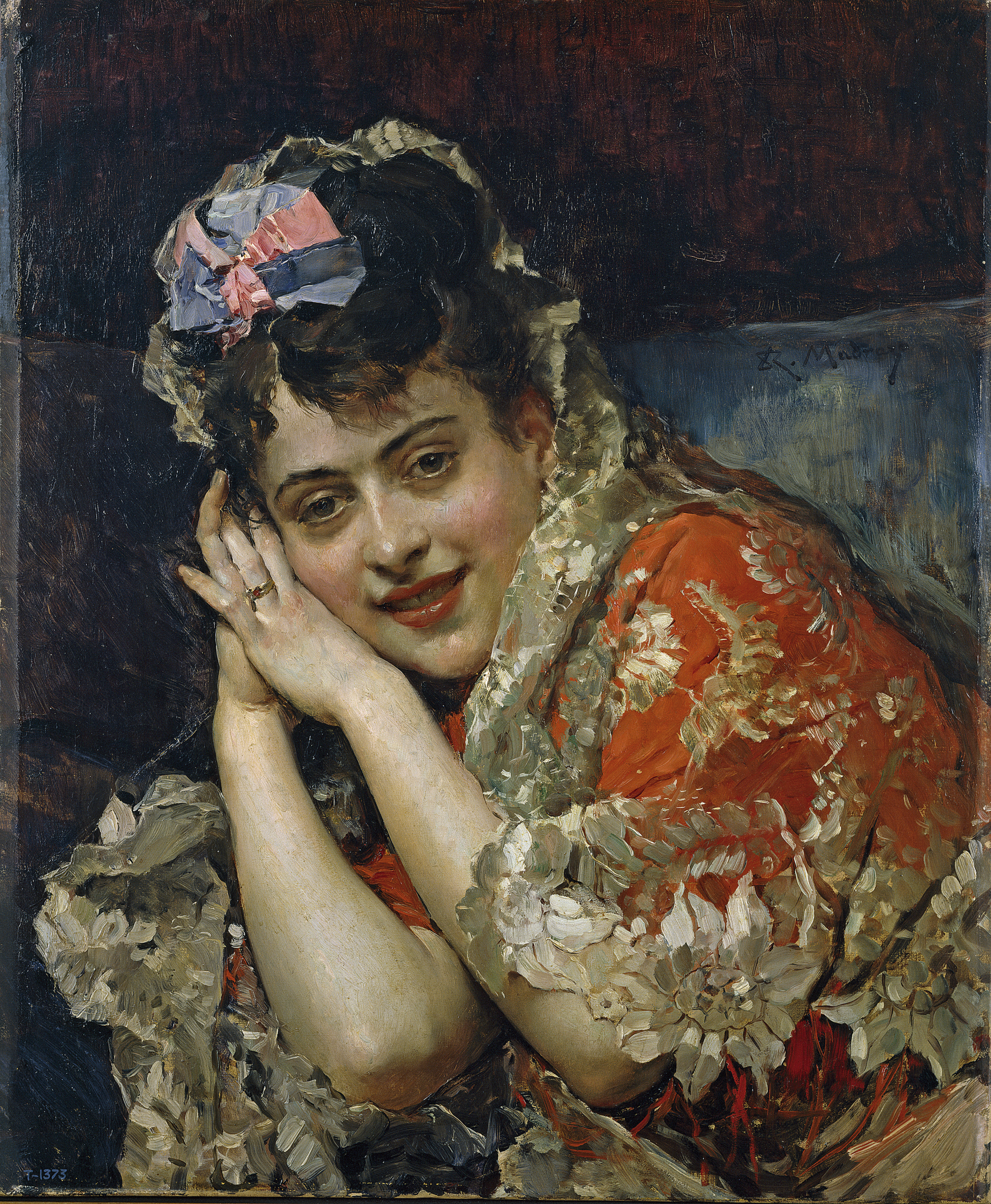
Retrat d'Aline Masson amb una manteleta